# Kleine Zusters van de Armen

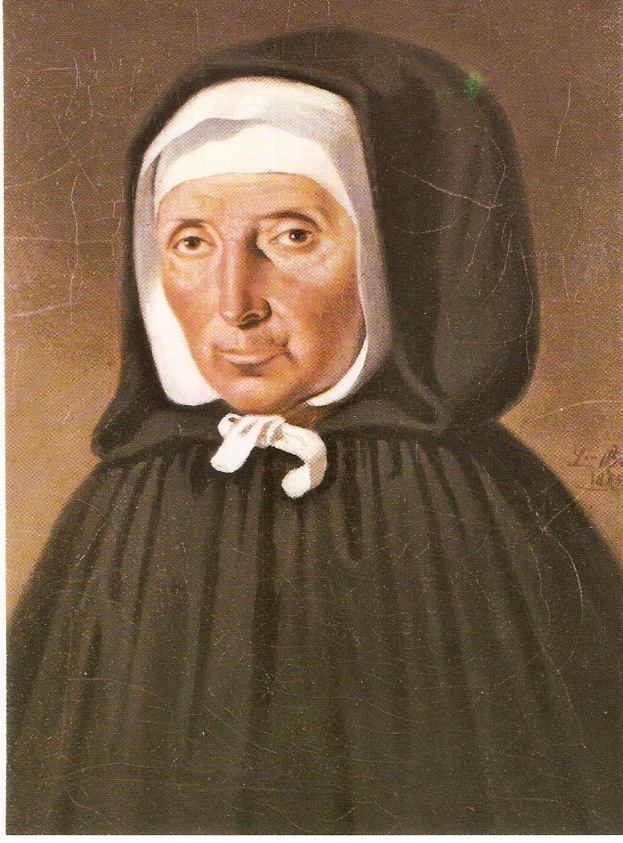
De H. Jeanne Jugan, stichtster van de orde

De Kleine Zusters van de Armen vormen een zustercongregatie binnen de Rooms-Katholieke Kerk die in 1839 in Saint-Servan-sur-Mer werd opgericht door de Heilige Jeanne Jugan. Het hoofddoel van de congregatie was de zorg voor ouderen in armlastige omstandigheden in de Franse steden. Sinds 1842 is de congregatie gelieerd aan de mannencongregatie van Hospitaalbroeders van Sint-Johannes de Deo. Ze volgen de Regel van Augustinus. In 1852 verkreeg de Orde diocesane goedkeuring van het bisdom Rennes. Het Decretum Laudis (pauselijke erkenning) werd in 1854 verstrekt door paus Pius IX.

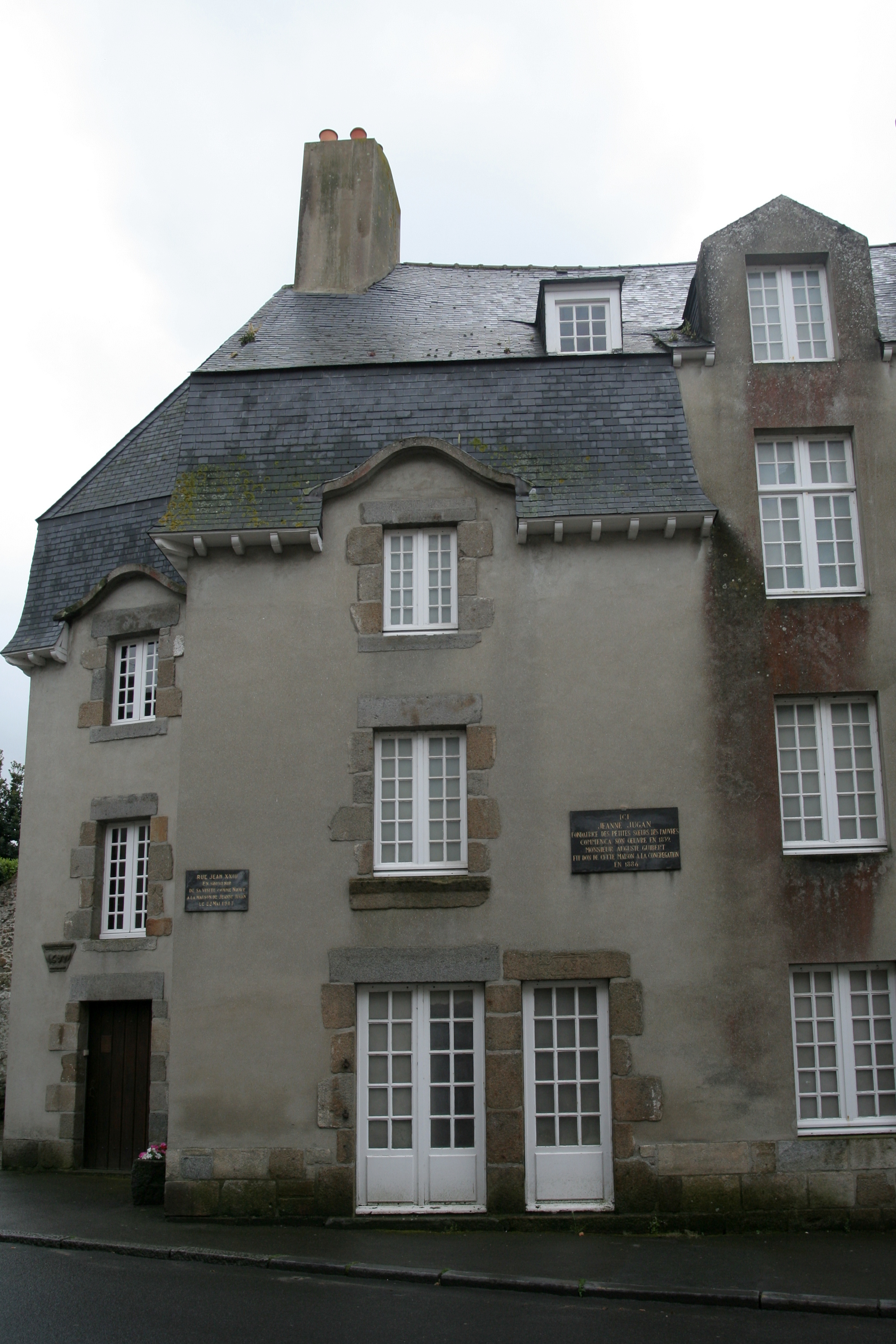
Huis waarin de congregatie begon in 1839 (Saint-Servan)

## Geschiedenis

### Ontstaan
In 1837-1838 huurde Jeanne Jugan samen met een 72-jarige vriendin, Françoise Aubert, een appartement in Saint-Servan. Ze leidden een leven van gebed en werk. In 1839 kwam de 17-jarige Virginie Trédaniel er bijwonen. In de herfst van dat jaar namen ze Anne Chauvin op in hun midden. Chauvin was een oude, blinde en hulpbehoevende vrouw. Jeanne Jugan nam er de zorg voor op. Enkele dagen later volgde een tweede oude vrouw. Reeds snel kregen ze de hulp van Marie Jamet, een vriendin en leeftijdsgenote van Virginie. Marie Jamet woonde toen nog niet bij de gemeenschap. Jeanne Jugan was reeds langer lid van de Derde Orde van de Eudisten. Omdat Virginie en Marie nog te jong waren om er ook lid van te worden, stelde Jeanne een eenvoudige eigen leefregel op.
De jonge priester Auguste Le Pailleur (1812-1895) was geïnteresseerd in het werk van Jugan. Hij was biechtvader van Virginie en Marie en keurde hun levenswijze goed. Eind 1840 vroeg Madeleine Bourges om verzorgd te worden door Jeanne Jugan. Madeleine was een 27-jarige arbeidster en was ernstig ziek. Ze werd opgenomen in de reeds overvolle woonst en genas. Na haar genezing bleef ze zich mee inzetten voor de beginnende congregatie.
Omdat de vragen van hulpbehoevende ouderen toenamen, werd de woonst spoedig te klein. Daarom verhuisden ze in oktober 1841 naar een groter huis in dezelfde gemeente (in de Rue de la Fontaine). Een maand later was ook dit volzet met 12 gasten. Rond die tijd kreeg Jeanne Jugan raad van de Hospitaalbroeders van Sint-Johannes de Deo. Voor de verdere ontwikkeling van de congregatie en haar regel zou ze zich hierdoor laten inspireren.
Wegens het aanhoudende tekort aan plaats werd verder gezocht naar een grotere verblijfplaats. Reeds in februari 1842 slaagde Jeanne Jugan erin het voormalige klooster van de Filles de la Croix in Saint-Servan te verwerven. Dit werd een meer langdurige verblijfplaats. In aanwezigheid van Auguste Le Pailleur, vicaris van Saint-Servan, werd Jeanne daar op 29 mei 1842 verkozen tot eerste overste van de kleine gemeenschap. De vrouwen werden vanaf dan de Servantes des Pauvres genoemd ("dienaressen der armen"). Een officiële leefregel werd opgesteld. De financiering van dit alles zorgde voor problemen, maar iedereen in de kleine gemeenschap droeg haar steentje bij: de ene gaf haar loon af, de andere deed veel praktisch werk, Jeanne Jugan ging bedelen in naam van de ouderen. Hierdoor namen ook de giften sterk toe.
In oktober 1842 kwam Marie Jamet bij de gemeenschap wonen (voordien woonde ze nog bij haar familie); vanaf dan woonden ze met vier vrouwen in gemeenschap. In november 1842 legden Jeanne Jugan en Marie Jamet geloften af voor een jaar. In december 1842 deden Virginie Trédaniel en Madeleine Bourges hetzelfde. Een jaar later, op 8 december 1843 werd Jeanne Jugan herkozen als overste.

### Machtsovername en groei
De eerste jaren van de ontstaansgeschiedenis van de orde verliepen voorbeeldig. Het verhaal kreeg dan zeer onverwacht een dramatische wending: op 23 december 1843 annuleerde Auguste Le Pailleur, de geestelijke raadsman van de gemeenschap, de verkiezing van 8 december en duidde Marie Jamet aan als nieuwe overste (zij zou overste blijven tot haar dood in 1893). Gehoorzaam onderging Jeanne Jugan deze vernedering. Ze kreeg de opdracht zich volledig toe te leggen op geldinzameling en ging zeer veel op bedeltocht. Ze ijverde ook actief voor het openen van nieuwe huizen. Jeanne Jugan had echter reeds heel wat bekendheid verworven en deze nam nog toe. Bij het bedelen volstond het om te zeggen: "Je suis Jeanne Jugan," en de giften kwamen. Er werden steeds meer hulpbehoevende ouderen geholpen, de giften namen toe evenals geïnteresseerde volgelingen. De maatschappelijke erkenning voor haar werk kreeg eind 1845 uiting door toekenning van de Prix Montyon - ter waarde van 3000 Franse frank - van de Académie française aan Jeanne Jugan.
In 1846 ging Jeanne Jugan regelmatig bedelen in Rennes. De interesse voor haar werk was zo groot dat in datzelfde jaar een huis van de orde kon geopend worden. Eveneens in 1846 werd in Dinan een derde huis van de orde geopend. De aandacht voor haar werk nam toe, ook in de pers. Nog datzelfde jaar bracht Charles Dickens een bezoek aan Jeanne Jugan en haar werken. Hij was onder de indruk van zijn bezoek en schreef achteraf: "There is in this woman something so calm, and so holy, that in seeing her I know myself to be in the presence of a superior being. Her words went straight to my heart, so that my eyes, I know not how, filled with tears." In 1847 vestigden de zusters zich ook in Tours op verzoek van Léon Dupont.
Deze groeiende erkenning versterkte de jaloezie van Auguste Le Pailleur. Deze nam verdere stappen in het opzij schuiven van Jeanne Jugan. In 1847 werd het eerste generaal kapittel van de orde gehouden. Jeanne Jugan werd daarbij niet uitgenodigd. Officieel was Marie Jamet de overste, maar de facto lag de leiding bij Le Pailleur: alle beslissingen moesten via hem passeren.
In 1848 verhuisde het moederhuis en het noviciaat van de congregatie naar Tours. Op 10 februari 1849 verhuisde Jeanne Jugan ook naar Tours. In april 1850 werd een huis geopend in Angers. In totaal waren dan reeds meer dan 100 vrouwen aangesloten bij de congregatie.

### Geschiedenisvervalsing en officiële erkenning van de congregatie
Om zijn persoonlijke ambities verder vorm te geven, zette Auguste Le Pailleur een volgende, drastische stap: geschiedenisvervalsing. Hij presenteerde zichzelf als initiatiefnemer en stichter van de orde. Zijn versie werd overgenomen in het eerste boek over de geschiedenis van de orde: "Histoire des petites soeurs des pauvres" van Léon Aubineau. Het werk werd voor het eerst gepubliceerd in 1851 en kende de daaropvolgende jaren zeer veel heruitgaven en vertalingen. Le Pailleur werd hierin voorgesteld als de stichter. Hij had geen middelen, maar trof op een dag toevallig een jong meisje dat verlangde naar een religieus leven. Even later trof hij een tweede jong meisje. Dit waren de eerste zusters. Jeanne Jugan werd slechts in de marge vermeld als derde aangesloten zuster. Pas in de versie van 1902 - meer dan 30 jaar na haar dood - werd Jeanne Jugan in een nieuwe versie van het werk erkend als stichtster. Le Pailleur vervalste eveneens een document: in een overeenkomst met de Hospitaalbroeders van Sint-Johannes de Deo uit 1841 schrapte hij de naam van Jugan en verving deze door Marie Jamet. Op het eind van haar leven biechtte Marie Jamet aan haar biechtvader dat niet zij de eerste zuster van de orde was, noch de stichteres, maar wel Jeanne Jugan. Ze vertelde erbij dat men haar opgelegd had dit te zeggen.
Op 29 mei 1852 werd de congregatie goedgekeurd door bisschop Godefroy de Brossays de Saint-Marc van Rennes. Datzelfde jaar verhuisden het moederhuis en het noviciaat naar Rennes. Op dat moment stopte het publieke leven van Jeanne Jugan volledig: Le Pailleur besliste dat ze ook naar Rennes moest komen en moest binnen blijven. Ze mocht geen enkel contact meer hebben met de weldoeners van de orde. Gedurende 27 jaar, tot haar dood, zou ze een van de buitenwereld afgezonderd leven leiden. Le Pailleur werd benoemd tot algemene overste van de congregatie. Jeanne Jugan onderging dit alles lijdzaam. Een enkele keer werd het haar te veel en liet ze zich beleefd ontvallen: "Vous avez volé mon oeuvre! Mais je vous la donne de grand coeur" ("je hebt mijn werk gestolen, maar ik schenk het je van ganser harte").
Op 9 juli 1854 werd de congregatie goedgekeurd door paus Pius IX. Omdat het ongebruikelijk was dat een man algemene overste werd van een vrouwencongregatie, kreeg Marie Jamet deze titel. Voor Le Pailleur werd echter een achterpoort gevonden: hij kreeg de titel "promoteur de l'Institut au bon plaisir du Saint-Siège". Hiermee behield hij alle macht. In april 1856 verhuisden het moederhuis en noviciaat naar "La Tour Saint Joseph" in Saint-Pern. Jeanne Jugan moest volgen. Tot haar dood op 29 augustus 1879 leefde ze er tussen de postulanten en novicen. In de officiële geschiedenis van de congregatie werd ze meer en meer geschrapt. In de versie van 1869 werd haar naam zelfs nog maar eenmaal vermeld, zonder veel toelichting. Op 1 maart 1879 werden de constituties van de congregatie goedgekeurd door paus Leo XIII. De congregatie telde toen 2400 zusters.
De geruchten over de kuiperijen van Le Pailleur bereikten uiteindelijk Rome. Er werd een onderzoek ingesteld en in 1890 werd hij naar Rome geroepen. Hij moest er in een klooster verblijven tot zijn dood in 1895.

### Internationale verspreiding
De verspreiding van de congregatie gebeurde snel. Eind 1850 waren er reeds 12 huizen. De dertiende stichting, in 1851, was de eerste buitenlandse: Londen. In 1853 waren er al 26 huizen. Het volgende, eveneens in 1853, was de eerste stichting in België: Luik. Brussel volgde in 1854, Leuven in 1856, Jemappes in 1857, Brugge in 1862, Namen en Antwerpen in 1863, Oostende in 1866, Gent in 1873 en Charleroi in 1874.
Vanaf 1855 kreeg de congregatie de steun van Ernest Lelièvre (1826-1889). Deze priester had een zeer belangrijke rol in de uitbreiding van de congregatie naar het buitenland.
De 63e stichting, in 1861, was in Zwitserland: Genève. In 1863 volgde Spanje: Barcelona. In 1868 volgde Ierland: Waterford. De 108e stichting, ook in 1868, was de eerste in Amerika: Brooklyn. De 110e stichting, eveneens in 1868, gebeurde in Afrika, meer bepaald in Algerije: Algiers. In 1869 volgde Italië: Aosta. De eerste kloosters in Duitsland ontstonden op een ongewone manier: het waren geen nieuwe stichtingen. De Vrede van Frankfurt bepaalde dat Elzas-Lotharingen in 1871 niet meer tot Frankrijk, maar tot Duitsland behoorde. De drie huizen van de orde in Straatsburg, Metz en Colmar bevonden zich vanaf dan in Duitsland. In 1878 volgden Malta en Italië, in 1882 Tunesië, in 1884 Portugal.
De eerste Aziatische stichting ontstond in 1882 in Calcutta in India. De eerste stichting in Oceanië werd in 1884 opgericht in het Australische Melbourne.
In verschillende landen volgden meerdere stichtingen.

## Naam
De oorspronkelijke naam van 1842 was Servantes des Pauvres. Op 4 februari 1844 werd deze gewijzigd in Soeurs des Pauvres. Vanaf 10 februari 1849 ten slotte werd de naam Petites Soeurs des Pauvres definitief aangenomen. Deze naam was voordien reeds gangbaar in de volksmond.
"Petites" of "Kleine" verwijst naar de houding van eenvoud die nagestreefd wordt. "Pauvres" of "Armen" verwijst naar de mensen waarop ze zich richten: arme bejaarden.

## Lekenassociatie
In 1998 werd de lekenassociatie Association Jeanne Jugan opgericht. Mannen en vrouwen (van minstens 18 jaar) die willen meewerken aan de missie van de Kleine Zusters van de Armen kunnen een jaaropleiding volgen en dan jaarlijks geloften afleggen. In 2009 waren er 2065 leken geassocieerd.

## De congregatie in de 21e eeuw
Anno 2009 telde de congregatie wereldwijd 2710 zusters, waarvan 60 novicen. De orde had 202 huizen waarin samen 13.232 bewoners verbleven. De huizen zijn verspreid over 32 landen in de continenten Afrika, Noord- en Zuid-Amerika, Azië, Europa en Oceanië. In de 21e eeuw werden (tot 2009) nog zes nieuwe kloosters geopend: in Gwangju (Zuid-Korea, 2000), Cartago (Colombia, 2003), Jabalpur (India, 2004), Manilla (Filipijnen, 2004), Tacna (Peru, 2006) en Bolinao (Filipijnen, 2007).
Nog steeds ligt de nadruk van de congregatie op de zorg voor ouderen. De zusters zijn niet gevestigd in Nederland, maar wel in België, waar zich huizen bevinden in Brussel, Charleroi, Namen en Antwerpen. In die laatste stad staat de congregatie bekend als de Zusterkens der Armen.
In Brussel heeft de orde een rusthuis: Saint-Joseph, gelegen in de Marollen. In 2020 leefden 15 zusters in de vestiging. Ook in Antwerpen heeft de orde een rusthuis: het rusthuis Sint-Jozef in de Waarlooshofstraat. In de tuin van het rusthuis bevindt zich een Lourdesgrot. Anno 2014 leefden er nog 11 zusters in het Antwerpse klooster.

## Erkenning
- De algemene overste Celine de la Visitation kreeg in 2007 de titel van Ridder in het Legioen van Eer als erkenning voor de inzet van heel de congregatie voor de ouderen.[15]
- In 2007 kregen de Celine de la Visitation voor de inzet Kleine Zusters van de Armen voor de ouderen de Médaille Internationale Humanitaire van het Institut International de Promotion et de Prestige (uit Genève).[16]
- In 2014 kreeg de congregatie de People of Life Award van de U.S. Conference of Catholic Bishops (USCCB).[17]

## Algemene oversten[18]
- 1843 - 1893: Marie-Augustine de la Compassion (Marie Jamet)
- 1852 - 1854: Auguste Le Pailleur (onduidelijke periode waarin zowel hij als Marie Jamet benoemd waren als algemene overste)
- 1893 - 1899: geen algemene overste; Augustine de Saint-André was in die periode vicaris-generaal[19]
- 1899 - 1911: Thérèse de la Conception
- 1912 - 1917: Marguerite de Saint-Augustin
- 1919 - 1931: Esther de Saint-Pacifique
- 1931 - 1936: Marguerite-Marie du Sacré-Coeur
- 1937 - 1946: André de Saint-Raphaël
- 1946 - 1964: Geneviève de Sainte-Chantal
- 1964 - 1996: Marie-Antoinette de la Trinité (Florence Monier, °1920)[20]; in 1991 schreef zij een brief naar het Europees Parlement tegen euthanasie.[21]
- 1996 - 2015: Celine de la Visitation (Joan Raber, ° San Francisco; de eerste Amerikaanse algemene overste)
- 2015 - : Maria del Monte Auxiliadora